# Billy Crudup
William Gaither "Billy" Crudup (/ˈkruːdəp/), (sinh ngày 8 tháng 7 năm 1968) là 1 diễn viên người Mỹ.

## Tiểu sử

### Tuổi thơ và học vấn
Billy Crudup sinh tại Manhasset, Mỹ. Ông là cháu trai của Billy Gaither, một luật sư rất nổi tiếng ở Florida.
Thời thơ ấu, cha mẹ ông đã ly hôn, sau đó tái hôn, trước khi ly hôn một lần nữa. Ông đã học và tốt nghiệp tại đại học Bắc Caroline, sau đó bắt đầu đi thực tập tại Tisch School, một trường nghệ thuật thuộc đại học New York, vào năm 1994.
Một năm sau đó, ông bắt đầu làm việc tại Broadway.

### Sự nghiệp
Billy Crudup bắt đầu xuất hiện trong những bộ phim như Sleepers vào năm 1996 và Inventing the Abbotts vào năm 1997. Dần dần, ông được biết đến qua rất nhiều các bộ phim, đồng thời cũng qua những đóng góp của ông trong lĩnh vực sân khấu.
Ông là ngôi sao sáng giá trong vở kịch The Pillowman của Martin McDonagh và Jeff Goldblum diễn tại Broadway năm 2005.Đồng thời, ông cũng đóng vai Dr Manhattan trong phim Watchmen: Les Gardiens và thủ vai J. Edgar Hoover trong phim Public Enemies của Michael Mann vào năm 2009.

### Đời sống cá nhân
Billy Crudup đã có mối quan hệ với nữ diễn viên Mary-Louise Parker từ năm 1996 đến năm 2003. Họ đã có một người con trai, tên là William Atticus (sinh ngày 7 tháng 1 năm 2004).
Thế nhưng, ông đã rời bỏ Mary-Louise Parker khi cô đang mang thai người con thứ 2 được 7 tháng, để đến với nữ diễn viên Claire Danes. Ông đã gặp cô khi đang cùng quay bộ phim Stage Beauty. Sự kiện này sau đó đã trở thành một scandal lớn và ảnh hưởng xấu tới hình ảnh của Crudup.
Tuy vậy, cặp đôi này đã chia tay vào cuối tháng 12 năm 2007, khi Claire Danes gặp một mối tình sét đánh với nam diễn viên Hugh Dancy.

## Sự nghiệp

### Phim
| Năm  | Tên                            | Vai                          | Chú thích      |
| ---- | ------------------------------ | ---------------------------- | -------------- |
| 1996 | Sleepers                       | Tommy Marcano                |                |
| 1996 | Everyone Says I Love You       | Ken                          |                |
| 1997 | Inventing the Abbotts          | Jacey Holt                   |                |
| 1997 | Grind                          | Eddie Dolan                  |                |
| 1997 | Princess Mononoke              | Ashitaka                     | Lồng tiếng Anh |
| 1998 | Monument Ave.                  | Teddy                        |                |
| 1998 | Without Limits                 | Steve Prefontaine            |                |
| 1998 | The Hi-Lo Country              | Pete Calder                  |                |
| 1999 | Jesus' Son                     | FH                           |                |
| 2000 | Waking the Dead                | Fielding Pierce              |                |
| 2000 | Almost Famous                  | Russell Hammond              |                |
| 2001 | World Traveler                 | Cal                          |                |
| 2001 | Charlotte Gray                 | Julien Levade                |                |
| 2003 | Big Fish                       | Will Bloom                   |                |
| 2003 | Stage Beauty                   | Ned Kynaston                 |                |
| 2005 | Trust the Man                  | Tobey                        |                |
| 2006 | Mission: Impossible III        | Musgrave                     |                |
| 2006 | The Good Shepherd              | Arch Cummings                |                |
| 2007 | Dedication                     | Henry Roth                   |                |
| 2008 | Pretty Bird                    | Curtis Prentiss              |                |
| 2009 | Watchmen                       | Jon Osterman / Dr. Manhattan |                |
| 2009 | Public Enemies                 | J. Edgar Hoover              |                |
| 2009 | The Ballad of G.I. Joe         | Zartan                       | Phim ngắn      |
| 2010 | Eat Pray Love                  | Steven                       |                |
| 2011 | Thin Ice                       | Randy Kinney                 |                |
| 2011 | Too Big to Fail                | Timothy Geithner             |                |
| 2012 | The Watch                      | Creepy Neighbor              |                |
| 2013 | Blood Ties                     | Frank Pierzynski             |                |
| 2014 | Rudderless                     | Sam                          |                |
| 2014 | The Longest Week               | Dylan Tate                   |                |
| 2015 | Red Light Winter               | Davis                        |                |
| 2015 | The Stanford Prison Experiment | Dr. Philip Zimbardo          |                |

### Kịch
| Năm       | Tên vở                                  | Vai                     | Nhà sản xuất                                                    | Chú thích                                             |
| --------- | --------------------------------------- | ----------------------- | --------------------------------------------------------------- | ----------------------------------------------------- |
| 2013      | Waiting for Godot                       | Lucky                   | Berkeley Repertory Theatre / California Cort Theatre / Broadway | Với Ian McKellen, Patrick Stewart và Shuler Hensley.  |
| 2013      | No Man's Land                           | Foster                  | Berkeley Repertory Theatre / California Cort Theatre / Broadway | Với Ian McKellen, Patrick Stewart và Shuler Hensley.  |
| 2011      | Arcadia                                 | Bernard Nightingale     | Ethel Barrymore Theater / Broadway                              | Giải thưởng Tony cho vai diễn khách mời xuất sắc nhất |
| 2010      | The Metal Children                      | Tobin Falmouth          | Vineyard Theater / Off-Broadway                                 |                                                       |
| 2009      | The 24 Hour Plays (staged readings)     | Billy                   |                                                                 |                                                       |
| 2006–2007 | The Coast of Utopia: Part 2 - Shipwreck | Vissarion Belinsky      | Lincoln Center Theatre / Broadway                               |                                                       |
| 2006–2007 | The Coast of Utopia: Part 1 - Voyage    | Vissarion Belinksy      | Lincoln Center Theatre / Broadway                               | Giải thưởng Tony cho vai diễn khách mời xuất sắc nhất |
| 2005      | The Pillowman                           | Katurian                | Edwin Booth Theatre / Broadway                                  | Giải thưởng Tony cho vai diễn xuất sắc nhất           |
| 2004      | The 24 Hour Plays (staged readings)     | Bobby                   |                                                                 |                                                       |
| 2002      | The Elephant Man                        | John Merrick            | Royale Theatre / Broadway                                       | Giải thưởng Tony cho vai diễn xuất sắc nhất           |
| 2002      | The Resistible Rise of Arturo Ui        | Flake / Defense Counsel | National Actors Theatre / Off-Broadway                          |                                                       |
| 2001      | Measure for Measure                     | Antonio                 | Public Theatre (Shakespeare in the Park)                        |                                                       |
| 1998      | Oedipus                                 | Oedipus                 | Blue Light Theatre Company / Off-Broadway                       |                                                       |
| 1997      | The Three Sisters                       | Solyony                 | Roundabout Theatre / Broadway                                   |                                                       |
| 1996      | Bus Stop                                | Bo Decker               | Circle in the Square Theatre / Broadway                         |                                                       |
| 1995      | Arcadia                                 | Septimus Hodge          | Lincoln Center Theatre / Broadway                               |                                                       |
| 1994      | America Dreaming                        | Robert                  | Vineyard Theater / Off-Broadway                                 |                                                       |

## Giải thưởng

### Giành giải
2007Tony Award. cho The Coast of Utopia: Part 1 - Voyage
2001OFCS Award, cho Almost Famous
2000Paris Film Festival, cho Jesus' Son
1999Western Heritage Award, cho The Hi-Lo Country
1998NBR Award, cho The Hi-Lo Country

### Đề cử
2002Satellite Award, cho Charlotte Gray
2001Screen Actors Guild Awards, cho Almost Famous
Blockbuster Entertainment Award, cho Almost Famous
Independent Spirit Award, cho Jesus' Son
MTV Movie Award, cho Almost Famous